# Chiesa di San Martino Vescovo (Lestizza, Galleriano)
La chiesa di San Martino Vescovo è la parrocchiale di Galleriano, frazione di Lestizza, in provincia e arcidiocesi di Udine; fa parte della forania del Friuli Centrale.

## Storia

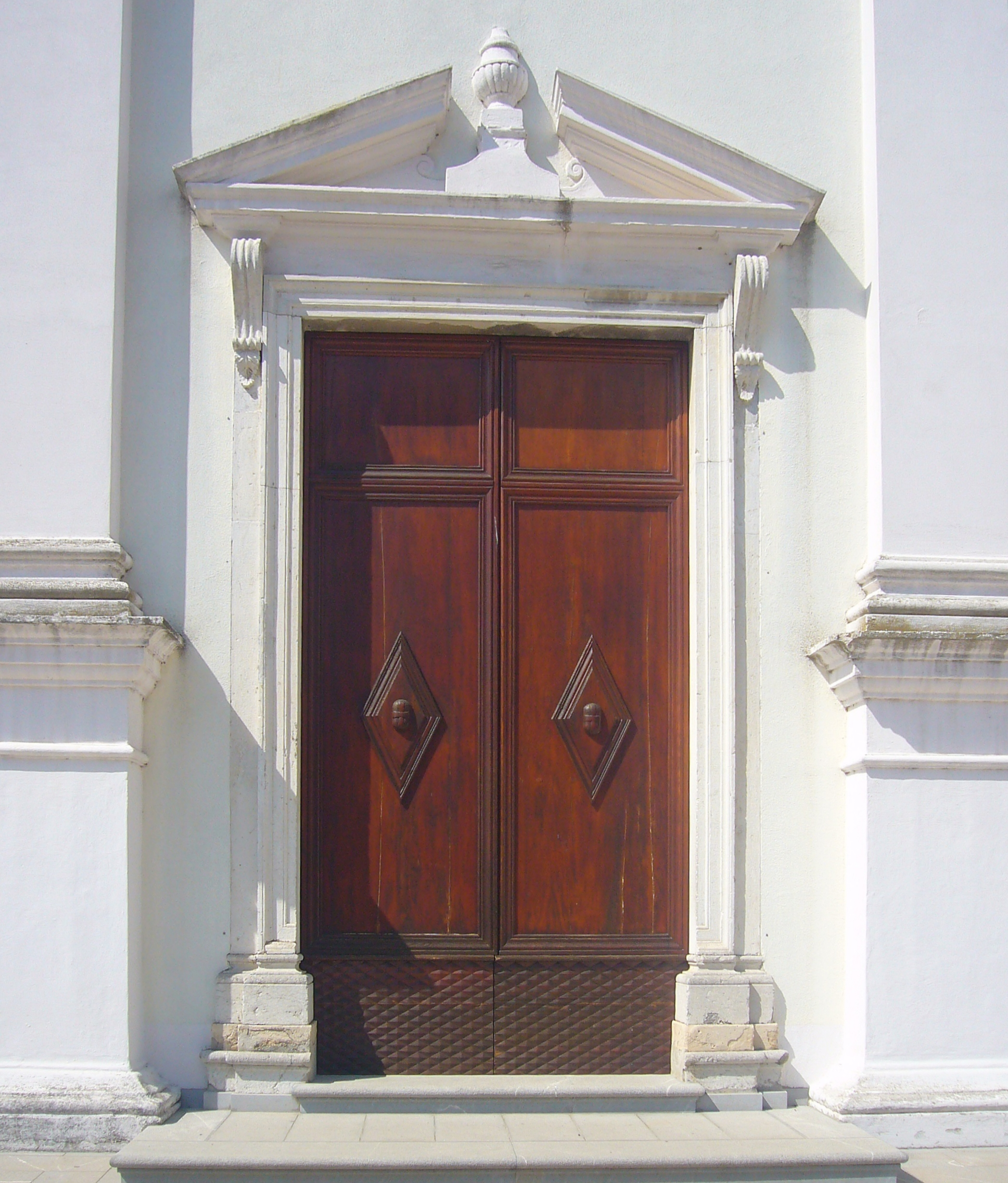
Il portale d'ingresso

L'esistenza dell'originaria cappella gallerianese è attestata a partire dal XIII secolo; questo luogo di culto venne riedificato nel 1414.
La nuova parrocchiale neoclassica venne costruita nel 1694; la consacrazione, come ricordato dalla lapide posta sulla facciata, fu impartita molto più tardi, il 15 novembre 1930 dall'arcivescovo di Udine Giuseppe Nogara.
L'edificio, lesionato dall'evento sismico del 1976, venne interessato da un intervento di restauro tra il 1980 e il 1981; in quel periodo si provvide anche ad eseguire l'adeguamento liturgico secondo le norme postconciliari mediante l'aggiunta dell'ambone e dell'altare rivolto verso l'assemblea.

## Descrizione

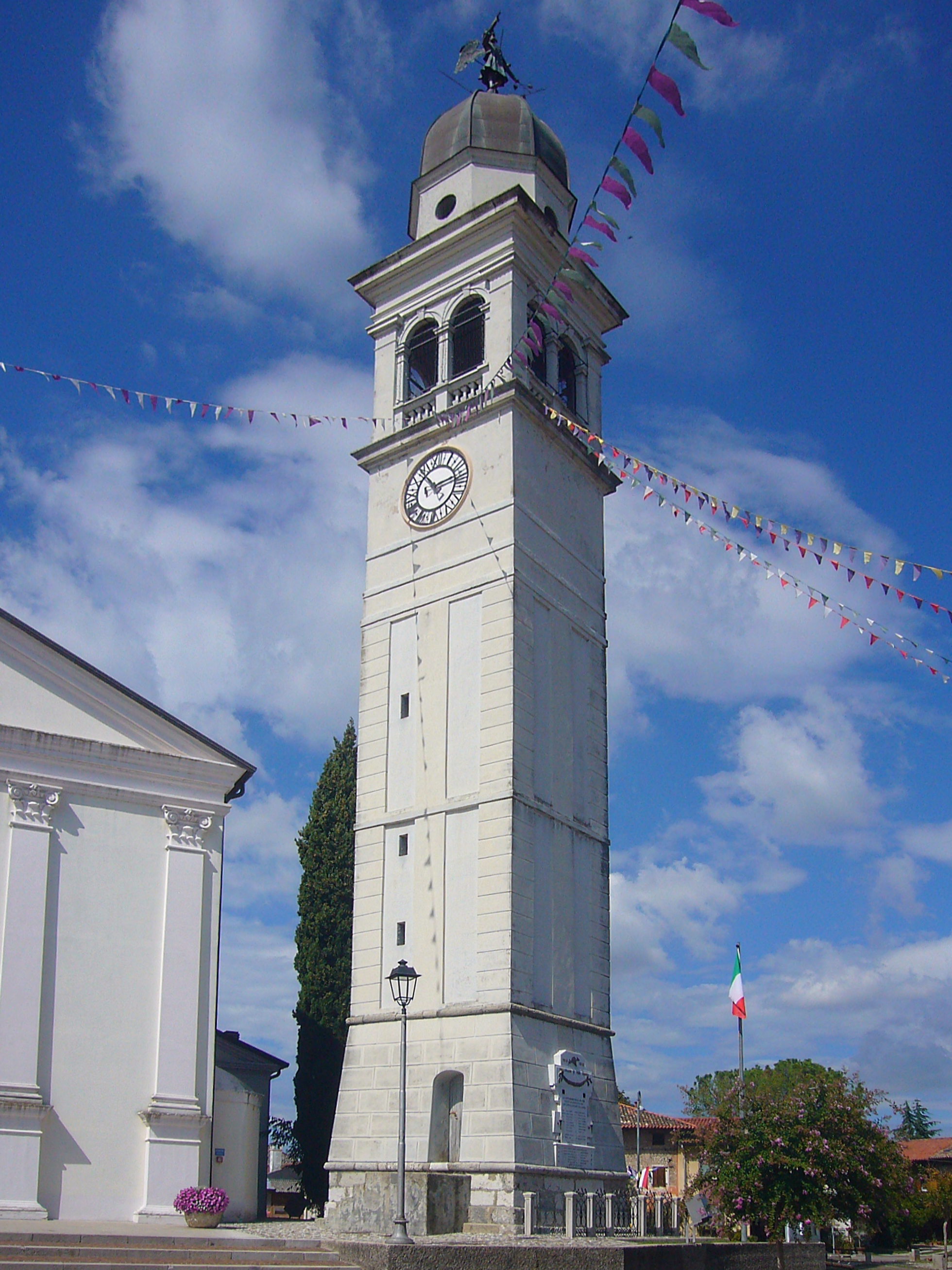
Il campanile

### Esterno
La simmetrica facciata a capanna della chiesa, rivolta a sudest e scandita da quattro paraste con capitelli compositi sorreggenti il frontone triangolare in cui s'apre un oculo, presenta centralmente il portale d'ingresso timpanato e una lapide dedicatoria.
Accanto alla parrocchiale sorge il campanile a base quadrata, che si erge su un alto basamento a scarpa; la cella presenta su ogni lato una bifora ed è coronata dalla cupola sopra la quale è posta una statua raffigurante un angelo.

### Interno
L'interno dell'edificio si compone di un'unica navata, sulla quale si affacciano le cappellette laterali, introdotte da archi a tutto sesto e ospitanti gli altari minori, e le cui pareti sono scandite da paraste sorreggenti la trabeazione modanata e aggettante sopra la quale si imposta la volta a botte; al termine dell'aula si sviluppa il presbiterio, rialzato di alcuni gradini e chiuso dall'abside a tre lati.
Qui sono conservate diverse opere di pregio, tra le quali il ciclo di affreschi raffiguranti i Dodici Apostoli, la fondazione della Chiesa di Aquileia con i santi Marco e Paolino e la Vergine tra putti festanti, eseguiti tutti da Rocco Pitacco nel XIX secolo, e l'altare maggiore, costruito tra il 1730 e il 1732 da Francesco Fosconi.